# Monanthotaxis lucidula
Monanthotaxis lucidula är en kirimojaväxtart som först beskrevs av Daniel Oliver, och fick sitt nu gällande namn av Bernard Verdcourt. Monanthotaxis lucidula ingår i släktet Monanthotaxis och familjen kirimojaväxter. Inga underarter finns listade i Catalogue of Life.